# McCarthy-Spitzmaus
Die McCarthy-Spitzmaus (Sorex mccarthyi) ist eine kaum erforschte Spitzmausart aus der Gattung der Rotzahnspitzmäuse (Sorex). Sie bildet mit der Salvin-Spitzmaus (Sorex salvini), der San-Cristobal-Spitzmaus (Sorex cristobalensis), der Sclater-Spitzmaus (Sorex sclateri) und der Hellzahnspitzmaus (Sorex stizodon) die Sorex-salvini-Artengruppe. Das Artepitheton ehrt den US-amerikanischen Mammalogen Timothy John McCarthy (1943–2011), der 1995 den Holotypus gesammelt hatte. 

## Merkmale
Das einzige vermessene Exemplar ist der Holotypus, der sich im Carnegie Museum of Natural History befindet. Es ist ein adultes Weibchen, das eine Kopf-Rumpf-Länge von 59,5 mm aufweist. Die Schwanzlänge beträgt 51,5 mm, die Hinterfußlänge 13 mm, die Ohrenlänge 7,5 mm und das Gewicht 4,22 g. Die McCarthy-Spitzmaus ist nach der Hellzahnspitzmaus die kleinste Art der Sorex-salvini-Artengruppe. Sowohl das Rücken- als auch das Bauchfell sind rostbraun. Der Schwanz ist leicht zweifarbig, rötlichbraun an der Oberseite und etwas heller an der Unterseite. Die Schwanzlänge beträgt 87 Prozent der Kopf-Rumpf-Länge. Der untere erste Schneidezahn (I1) hat einen pigmentierten Dentikel. Im Verhältnis zur Schädelbreite und zur Schädelbreite hat die McCarthy-Spitzmaus eine kürzere Zahnhöcker-Reihe als die San-Cristobal-Spitzmaus, die Salvin-Spitzmaus und die Sclater-Spitzmaus. Es gibt fünf Zahnhöcker. Der erste und zweite sind groß. Der dritte ist etwas kleiner als der vierte. Der fünfte ist winzig. Die Zähne sind dunkelrot pigmentiert.

## Verbreitung
Die McCarthy-Spitzmaus ist am Cerro de Celaque bei El Naranjo im Departamento Lempira in Honduras endemisch.

## Lebensraum und Lebensweise
Die McCarthy-Spitzmaus bewohnt Nebelwälder in Höhenlagen von 2560 m. Über ihre Lebensweise ist nichts bekannt. Andere im Lebensraum gesichtete Säugetiere sind Cryptotis goodwini, Heteromys desmarestianus, Peromyscus oaxacensis, Peromyscus beatae, Peromyscus mexicanus, Reithrodontomys mexicanus und Scotinomys teguina.

## Bedrohung und Schutz
Die McCarthy-Spitzmaus ist gegenwärtig nicht von der IUCN erfasst. Die Art ist bislang nur vom Holotypus bekannt und es sind zu wenige Informationen vorhanden, um Aussagen über den Populationsstatus treffen zu können. Daher sind weitere Studien notwendig, um etwaige Gefährdungen zu erfassen. Das Verbreitungsgebiet befindet sich im Nationalpark Celaque.